# Nauclea diderrichii
Nauclea diderrichii là một loài thực vật thuộc họ Rubiaceae. Loài này có ở Angola, Cameroon, Cộng hòa Trung Phi, Cộng hòa Congo, Cộng hòa Dân chủ Congo, Bờ Biển Ngà, Gabon, Ghana, Liberia, Mozambique, Nigeria, Sierra Leone, và Uganda. Môi trường sống tự nhiên của chúng là rừng ẩm vùng đất thấp nhiệt đới hoặc cận nhiệt đới. Chúng hiện đang bị đe dọa vì mất môi trường sống.